# Taceddinoğulları
Les Taceddinoğulları sont les membres d’une tribu turque arrivée sur la côte de la mer Noire pendant l’époque des beylicats après la chute du sultanat seldjoukide de Roum. Ils créent une petite et éphémère principauté avec Niksar pour capitale (vers 1348). La région qu’ils contrôlent s'étend de Bafra, Samsun et Ordu sur la côte de la mer Noire jusqu'au sud de Niksar à l’intérieur des terres. Cette région s’est appelée Canik et la principauté le beylicat de Canik. Le beylicat est définitivement annexé à l'empire ottoman en 1428 par Murad II.

## Histoire
Vers 1175, pendant le règne du sultan seldjoukide de Roum Kılıç Arslan II, la région de Niksar fait partie du sultanat de Roum. Le général mongol Baïdju écrase les seldjoukides à la bataille de Köse Dağ en juin 1243. La région de Niksar passe alors sous le contrôle des Eretnides.

### Taceddin
Taceddin est le fils de Doğancık Bey un Ilkhanide important dans l'est de l'Anatolie. D’abord vassal de l’émir d’Amasya lui-même vassal des Eretnides, Taceddin établit une petite principauté après la mort de son père (vers 1348).
Le dernier bey d'Eretna n’a que sept ans lorsqu’il accède au trône avec le titre de Çelebi Mehmed. C’est le gouverneur de Karahisar qui est désigné comme régent. Peu après ce dernier est assassiné par le vizir du beylicat, le cadi Burhaneddin Ahmed, qui prend la régence. Ensuite Burhaneddin Ahmed détrône Mehmed et se déclare sultan à Kayseri et Sivas (1381).
Alexis III empereur de Trébizonde mène une politique ambiguë à l’égard des principautés turques voisines : Il cherche à la fois à avoir de bonnes relations avec chacune d’elles tout en essayant de les monter l’une contre l’autre. Alexis III offre à Taceddin, une de ses filles en mariage, pour assurer sa tranquillité (1381).

### Les successeurs de Taceddin
Taceddin meurt en 1387. Son fils Mahmud prend la succession, mais Burhaneddin Ahmed s’immisce dans les affaires du beylicat qui a fait partie du territoire des Eretnides. Le beylicat est morcelé entre deux fils de Taceddin, Mahmud et son frère Alparslan puis entre les enfants d’Alparslan, Hüsameddin  et Mehmed Yavuz. Finalement le beylicat ne peut que tomber sous le contrôle des Ottomans en 1398.
Comme beaucoup d’autres beylicats de cette période, celui de Taceddin est restauré en 1402 après la défaite de Bayezid Ier contre Tamerlan. Hüsameddin Hasan et Mehmed Yavuz le rétablissent mais il reste sous la protection de Tamerlan. Le beylicat est définitivement annexé aux territoires ottomans en 1428 par Murad II.

## La dynastie

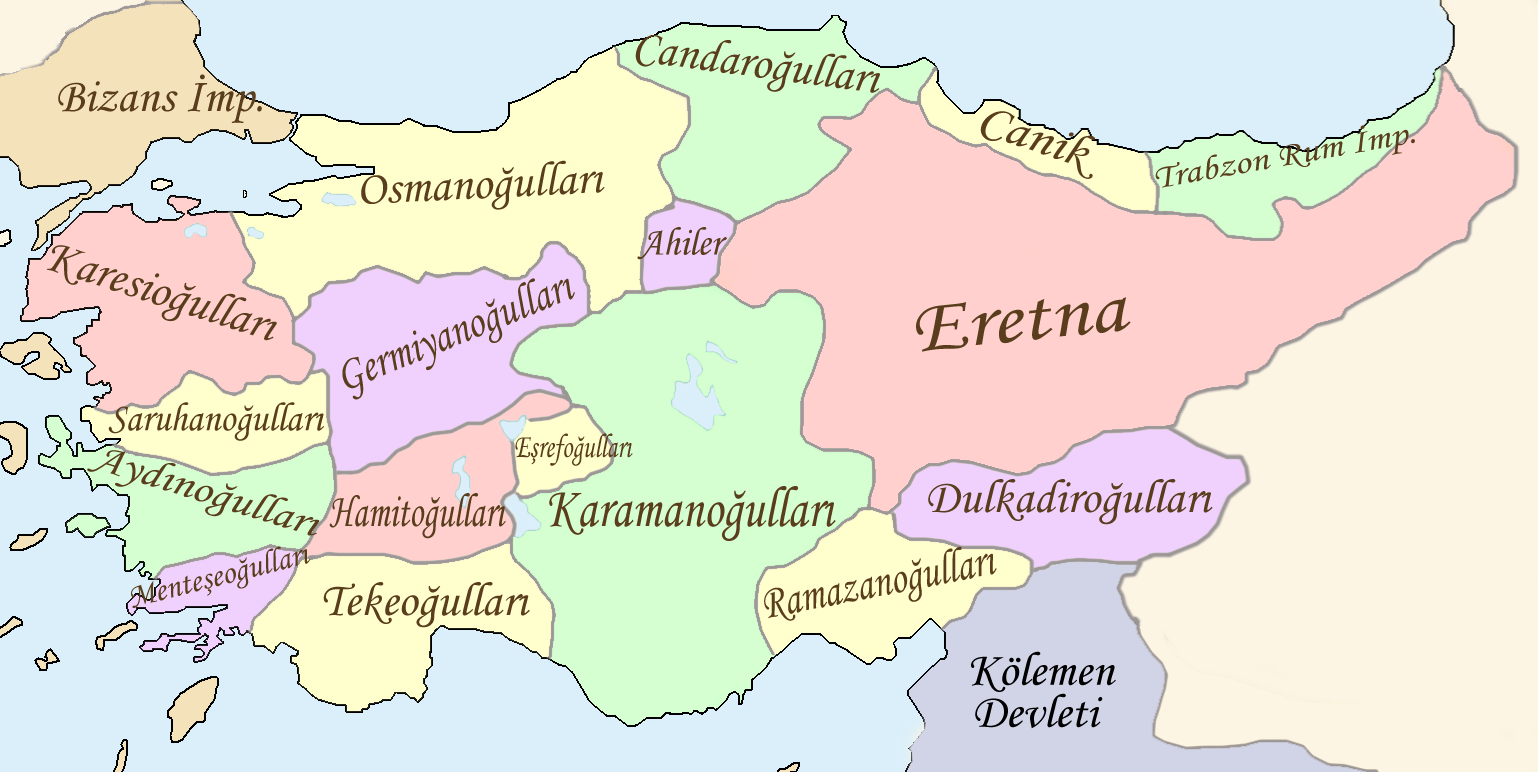
Carte des beylicats d’Anatolie formés après la Bataille de Köse Dağ (26 juin 1243) : le beylicat est indiqué Canik sur la carte.

| Dates     | Nom                                     | Nom turc                                | Fils de                                 |                                                    |
| --------- | --------------------------------------- | --------------------------------------- | --------------------------------------- | -------------------------------------------------- |
| 1348-1387 | Taj al-Dîn                              | Taceddin                                | Doğancık Bey                            | Fondateur de la dynastie.                          |
| 1387-1398 | Mahmûd                                  | Mahmud                                  | Taceddin                                | A Niksar (meurt en 1423)                           |
| 1394-1398 | Alp Arslan                              | Alparslan                               | Taceddin                                | Sur une partie de la région de Niksar.             |
| 1396-1398 | Husâm al-Dîn Hasan                      | Hüsameddin                              | Alp Arslan                              | Premier règne Conjointement à Samsun et Çarşamba.  |
| 1396-1398 | Muhammad Yavuz                          | Mehmed Yavuz                            | Alp Arslan                              | Premier règne Conjointement à Samsun et Çarşamba.  |
| 1398-1402 | Annexion à l’empire ottoman             | Annexion à l’empire ottoman             | Annexion à l’empire ottoman             | Annexion à l’empire ottoman                        |
| 1402-1428 | Husâm al-Dîn Hasan                      | Hüsameddin                              | Alp Arslan                              | Deuxième règne Conjointement à Samsun et Çarşamba. |
| 1402-1428 | Muhammad Yavuz                          | Mehmed Yavuz                            | Alp Arslan                              | Deuxième règne Conjointement à Samsun et Çarşamba. |
| 1428      | Annexion définitive à l’empire ottoman. | Annexion définitive à l’empire ottoman. | Annexion définitive à l’empire ottoman. | Annexion définitive à l’empire ottoman.            |